# Fiat G.55
FIAT G.55 Centauro – włoski samolot myśliwski. Zaprojektowany i zbudowany w 1942 roku w wytwórni lotniczej koncernu FIAT i wykorzystywany przez włoskie siły powietrzne do końca wojny.

## Historia

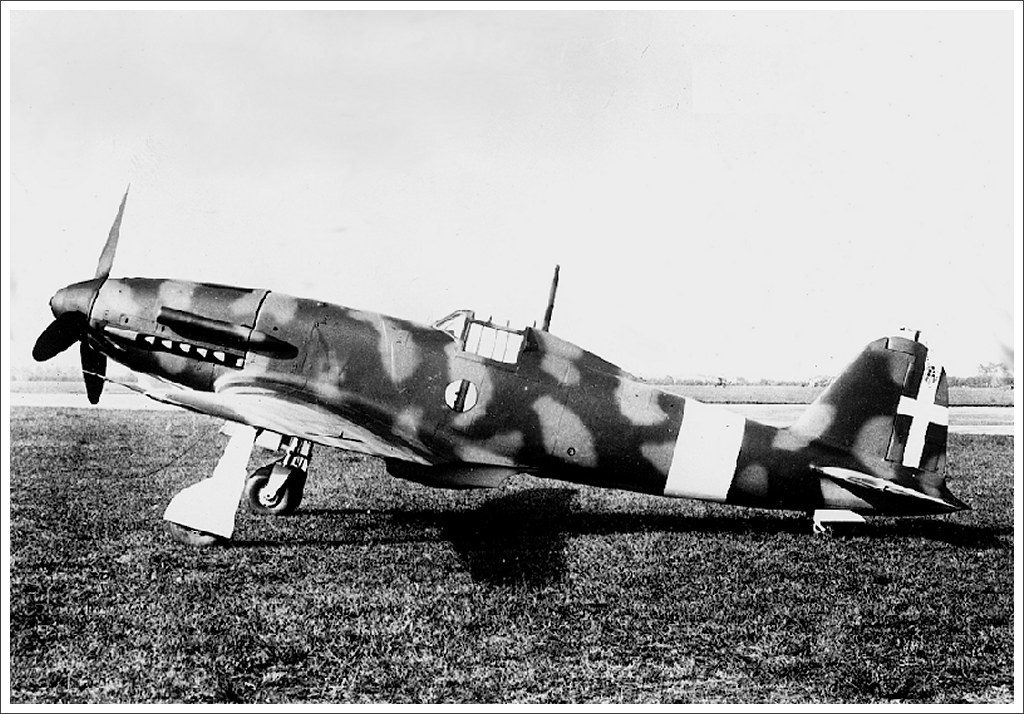
Fiat G.55

W 1942 roku zaprojektowano i zbudowano samolot myśliwski FIAT G.55 Centauro. Samolot ten odbył pierwszy lot w dniu 30 kwietnia 1942 roku. W późniejszym okresie opracowano w koncernie FIAT samolot myśliwski oznaczony jako Fiat G.56, który różnił się od swojego poprzednika tylko zastosowaniem innego silnika oraz mocniejszym uzbrojeniem i został oblatany w marcu 1944 roku. Kiedy w na początku 1943 roku, wzrosła intensywność lotów bombowców alianckich nad terytorium Włoch, okazało się, że lotnictwo włoskie nie ma odpowiedniego myśliwca do ich zwalczanie na dużych wysokościach. Osiągi Macchi MC.202 spadały drastycznie na wysokościach powyżej 8000 metrów, a ponadto jego uzbrojenie złożone z 4 km 12,7 mm było za słabe. Spośród zaprojektowanych w tym czasie kilku maszyn, Fiat G.55 miał najlepsze osiągi na dużych wysokościach. Samolot zaprojektował  Giuseppe Gabrielli. Prototyp został oblatany 30 kwietnia 1942 roku. Wyprodukowano 130 sztuk tej maszyny. W większości stacjonowały one na północy Włoch w celu obrony istniejących tam zakładów przemysłowych. Z powodu zniszczeń w zakładach Fiat, spowodowanych bombardowaniami, produkcja samolotu została wstrzymana. W związku z tym w jednostkach bojowych, zaczęto te maszyny zastępować Bf 109, co spotkało się z niechęcią pilotów którzy uważali te maszyny za znacznie gorsze. 
Po zakończeniu wojny w zakładach Fiata rozpoczęto produkcję wersji G.55A, którego prototyp oblatano 5 września 1946 roku. Był to samolot myśliwski i zaawansowany samolot szkolny. Siły włoskie zakupiły 19 sztuk tej maszyny, ponadto 30 maszyn sprzedano do Argentyny i 19 do Egiptu. Ponadto powstała dwumiejscowa wersja treningowa G.55B, siły włoskie kupiły 10 sztuk a Argentyna 15.
Rozwinięciem tej konstrukcji był Fiat G.56. Był to płatowiec G.55 napędzany silnikiem Daimler-Benz DB 603. Zbudowano 2 prototypy i ich testy odbyły się na wiosnę 1944 roku. Były uzbrojone w 3 działka 20 mm i osiągnęły prędkość maksymalną 685 km/h.
Do końca II wojny światowej wyprodukowano około 105 egzemplarzy tych samolotów.
Po zakończeniu wojny w latach 1949 – 1954 produkowano wersje samolotu FIAT G.55A oraz FIAT G.55B jako szkolnych samolotów przeznaczonych na eksport.

## Użycie bojowe samolotu
Samoloty FIAT G.55 Centauro oraz FIAT G.56 były używane przez lotnictwo włoskie w końcowym okresie wojny.

## Opis techniczny
Samolot FIAT G.55 Centauro był jednomiejscowym samolotem myśliwskim, dolnopłatem o konstrukcji metalowej. Podwozie klasyczne – chowane w locie. Napęd odwrócony silnik widlasty.

## Dane taktyczno-techniczne

### FIAT G.55
- Masa:
  - własna: 2900 kg
  - całkowita: 3854 kg
- Wymiary:
  - rozpiętość: 11,85 m
  - długość: 9,36 m
  - wysokość: 3,77 m
  - powierzchnia nośna: 21,11 m²
- Napęd: 1 silnik typu V 12-cylindrowy Daimler-Benz DB 603A o mocy 1750 KM (1287 kW)
- Osiągi:
  - prędkość maksymalna na wysokości 7000 m: 685 km/h
  - pułap: 13000 m
  - zasięg maksymalny: 1280 km
- Uzbrojenie:
  - 3 działka lotnicze kal. 20 mm Mauser MG151/20
  - 2 karabiny maszynowe kal. 12,7 mm Breda-SAFAT